# Sarah Lancashire
Sarah Lancashire (Oldham, 10 de outubro de 1964) é uma atriz britânica.

## Biografia
Lancashire se formou na Escola de Música e Teatro de Guildhall em 1986 onde começou sua carreira, enquanto lecionava aulas de teatro na Universidade de Salford. Ela ganhou reconhecimento popular em programas de televisão, incluindo Coronation Street (1991–1996,2000), Where the Heart Is (1997–1999), Clocking Off (2000) e Seeing Red (2000). No verão de 2000, Lancashire assinou um contrato de trabalho de dois anos com a rede ITV que a tornou a atriz de televisão mais bem paga do Reino Unido.
Seus papéis subsequentes na TV incluem Oliver Twist (2007), Lark Rise to Candleford, The Paradise (2012), Cherished (2005) e Five Daughters (2010). Desde 2012, Lancashire recebeu elogios da crítica por seus papéis na série dramática Last Tango in Halifax (2012–2016) e Happy Valley (2014–presente). Ela também apareceu nos longas-metragens And When Did You Last See Your Father? (2007) e Dad's Army (2016), e produções teatrais de West End, incluindo Blood Brothers em 1990, Guys and Dolls de 2005 a 2006 e Betty Blue Eyes em 2011.
Lancashire recebeu uma série de prêmios e indicações ao longo de uma carreira de quatro décadas, incluindo dois prêmios British Academy Television Award em cinco indicações. Ela foi nomeada oficial da Ordem do Império Britânico (OBE).

## Filmografia

### Televisão
| Ano             | Título                  | Papel                              | Nota(s)                         |
| --------------- | ----------------------- | ---------------------------------- | ------------------------------- |
| 1987            | Coronation Street       | Wendy Farmer                       | 1 episode                       |
| 1988            | Dramarama               | Janice Dobbs                       | 1 episódio: "Forever Young"     |
| 1989            | Bradley                 | Wendy                              | 1 episódio                      |
| 1989            | Watching                | Ms. Linden                         | 1 episódio: "Joking"            |
| 1991            | About Face              | Rebecca                            | 1 episódio: "Monkey Business"   |
| 1991–1996, 2000 | Coronation Street       | Raquel Wolstenhulme (depois Watts) | 532 episódios                   |
| 1992            | Exam Conditions         | Secretary                          | Telefilme                       |
| 1997            | Bloomin' Marvellous     | Liz Deacon                         | 6 episódios                     |
| 1998            | Verdict                 | Anne Cloves QC                     | 1 episódio: "Split Second"      |
| 1997–1999       | Where the Heart is      | Ruth Goddard                       | 3 temporadas                    |
| 1999            | Murder Most Horrid      | Karen Sullivan                     | 1 episódio: "Going Solo"        |
| 2000            | Clocking Off            | Yvonne Kolakowski                  | 1 temporada                     |
| 2000            | Seeing Red              | Coral Atkins                       | Telefilme                       |
| 2000            | Chambers                | Ruth Quirke                        | 6 episódios                     |
| 2000            | My Fragile Heart        | Trina Lavery                       | Minissérie                      |
| 2001            | Gentleman's Relish      | Violet Askey                       | Telefilme                       |
| 2001            | The Glass               | Carol Parker                       | 6 episódios                     |
| 2001            | Back Home               | Peggy Dickinson                    | Telefilme                       |
| 2002            | The Cry                 | Meg Bartlett                       | Minissérie                      |
| 2002            | Birthday Girl           | Rachel Jones                       | Telefilme                       |
| 2002, 2004–2005 | Rose and Maloney        | Rose Linden                        | Piloto e 2 temporadas           |
| 2003            | Sons and Lovers         | Gertrude Morel                     | Minissérie                      |
| 2005            | The Rotters' Club       | Barbara Chase                      | Minissérie                      |
| 2005            | Cherished               | Angela Cannings                    | Telefilme                       |
| 2006            | Angel Cake              | Elaine Wilson                      | Telefilme                       |
| 2007            | Skins                   | Mary Miles                         | 1 episódio: "Chris"             |
| 2007            | Sex, The City and Me    | Ruth Gilbert                       | Telefilme                       |
| 2007            | Oliver Twist            | Mrs. Corney                        | Minissérie                      |
| 2008            | Doctor Who              | Ms. Foster                         | 1 episódio: "Partners in Crime" |
| 2008–2011       | Lark Rise to Candleford | Adult Laura Timmins                | 4 temporadas; voiceover         |
| 2009            | All the Small Things    | Esther Caddick                     | 6 episódios                     |
| 2009            | Wuthering Heights       | Nelly Dean                         | Minissérie                      |
| 2010            | Five Daughters          | Rosemary Nicholls                  | Minissérie                      |
| 2010            | Inspector George Gently | Mallory Brown                      | 1 episódio: "Peace and Love"    |
| 2012            | Upstairs Downstairs     | Miss Whisset                       | 2 episódios                     |
| 2012–2013       | The Paradise            | Miss Audrey                        | 2 temporadas                    |
| 2012–2016       | Last Tango in Halifax   | Caroline Dawson                    | 4 temporadas                    |
| 2014–2023       | Happy Valley            | Catherine Cawood                   | 2 temporadas                    |
| 2015            | The Dresser             | Madge                              | Telefilme                       |
| 2017            | School of Roars         | Mrs. Twirlyhorn                    | Animação da Cbeebies; narração  |
| 2018            | Kiri                    | Miriam Grayson                     | Minissérie do Channel 4         |

### Cinema
| Ano  | Título                                 | Papel           | Nota(s) |
| ---- | -------------------------------------- | --------------- | ------- |
| 2007 | And When Did You Last See Your Father? | Beaty           | [ 38 ]  |
| 2016 | Dad's Army                             | Mrs. Mavis Pike | [ 39 ]  |